# Santibáñez-Zarzaguda
Santibáñez-Zarzaguda es una villa española perteneciente al municipio de Valle de Santibáñez —del que es su capital—, en la provincia de Burgos, comunidad autónoma de Castilla y León), en la comarca del Alfoz de Burgos.

## Historia

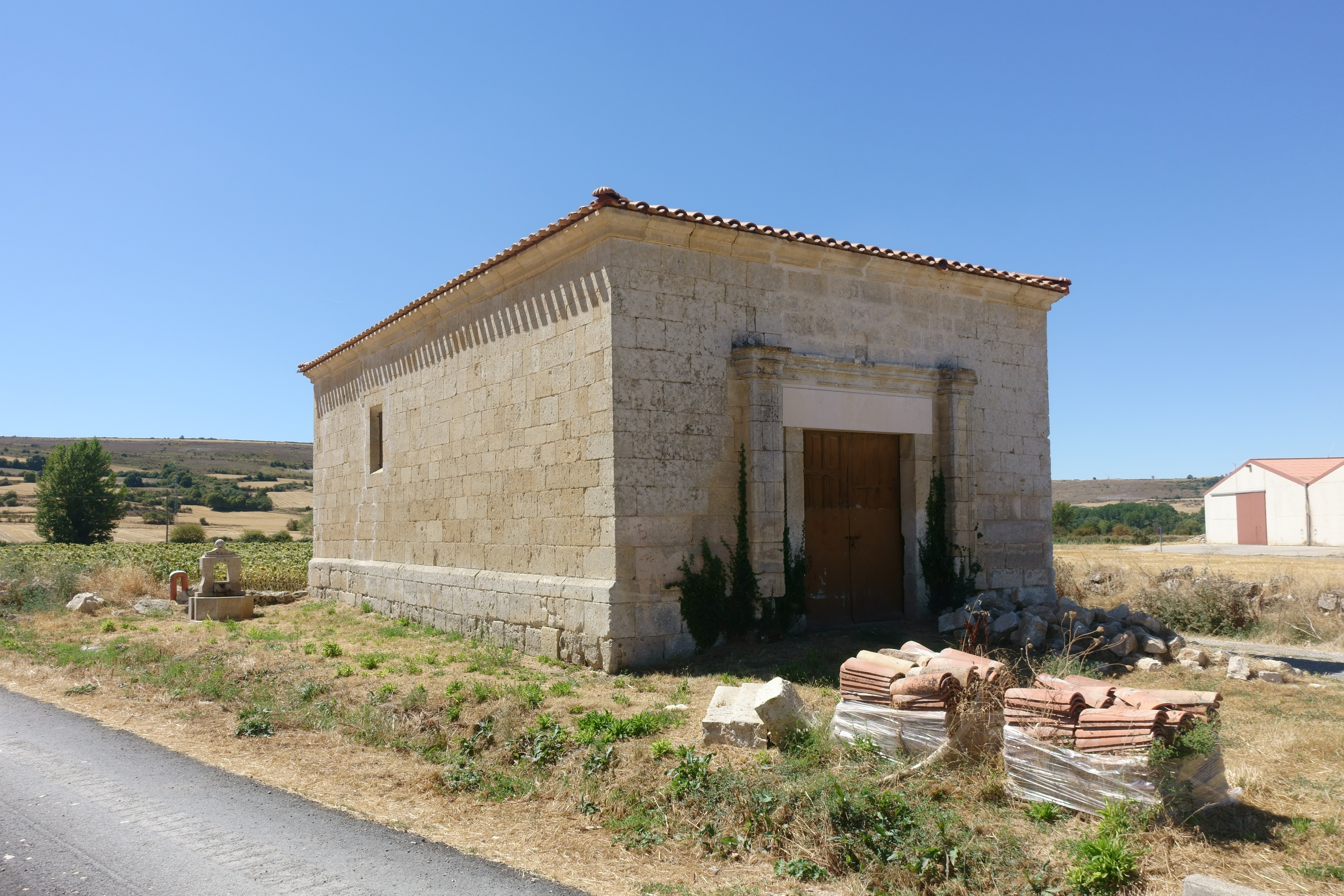
Ermita del Humilladero

Villa del Valle y Cuadrilla de Santibáñez en el Partido de Castrojeriz, uno de los catorce que formaban la Intendencia de Burgos, durante el periodo comprendido entre 1785 y 1833, en el Censo de Floridablanca de 1787, jurisdicción de realengo con alcalde ordinario.
Antiguo municipio de Castilla la Vieja en el Partido de Castrojeriz.
En el censo de la matrícula catastral contaba con 105 hogares y 427 vecinos.
Entre el censo de 1857 y el anterior, crece el término del municipio porque incorpora a Miñón.
Entre el censo de 1981 y el anterior, este municipio desaparece porque se agrupa en el municipio Valle de Santibáñez, contaba entonces su término con una extensión superficial de 2123 hectáreas y las dos localidades sumaban 158 hogares y 506 habitantes.

## Demografía
| Gráfica de evolución demográfica de Santibáñez Zarzaguda entre 1842 y 1970 |
| |
| Población de derecho según los censos de población del INE. Población de hecho según los censos de población del INE.Entre el censo de 1857 y el anterior, crece el término del municipio porque incorpora a Miñón. Entre el censo de 1981 y el anterior, este municipio desaparece porque se agrupa en el municipio Valle de Santibáñez. |

## Patrimonio
- Iglesia de San Nicolás, Monumento Nacional, declarado el 8 de noviembre de 1991 BOE 03/12/1991, gótica de tres naves, con elementos decorativos románicos en la torre de estilo herreriano. Retablo de Colindres. Tríptico flamenco.
- Casas Blasonadas
- Ermita del Humilladero
- Molino de Somovilla
- Molino Villaniego